# James Brown
James Joseph Brown (Barnwell, 3 maggio 1933 – Atlanta, 25 dicembre 2006) è stato un cantante e bandleader statunitense.
Considerato una delle più importanti e influenti figure della musica del XX secolo, Brown è stato un pioniere nell'evoluzione della musica gospel e rhythm and blues, nonché del soul, del funk, del rap e della disco music.
Celebre per la sua esuberante presenza scenica, operò una sorta di rivoluzione dei classici assetti ritmici e melodici. Il suo modo di stare sul palco e il suo stile furono ripresi da artisti come Mick Jagger, Prince e altri. È stato l'idolo e il massimo ispiratore di Michael Jackson.
Era noto anche con alcuni soprannomi (molti autoattribuiti), fra i quali "Soul Brother Number One", "Mr. Dynamite", "The Hardest Working Man in Show Business", "Minister of The New New Super Heavy Funk", "Mr. Please Please Please", "Universal James", "Funky President", "The King of R&B", e il più noto di tutti, "The Godfather of Soul" (il padrino del Soul).
Negli anni settanta è stato bandleader del gruppo The J.B.'s, citato spesso con nomi alternativi quali The James Brown Soul Train, Maceo and the Macks e The Last Word. Come gruppo a sé stante, i J.B.'s hanno suonato anche come backing band di Bobby Byrd e di altri cantanti.
Secondo il sito WhoSampled, James Brown è l'artista più campionato di tutti i tempi. Rolling Stone lo inserisce al settimo posto nella sua lista dei 100 più grandi artisti della storia e al decimo in quella dei migliori cantanti.

## Biografia e carriera musicale

### Inizi

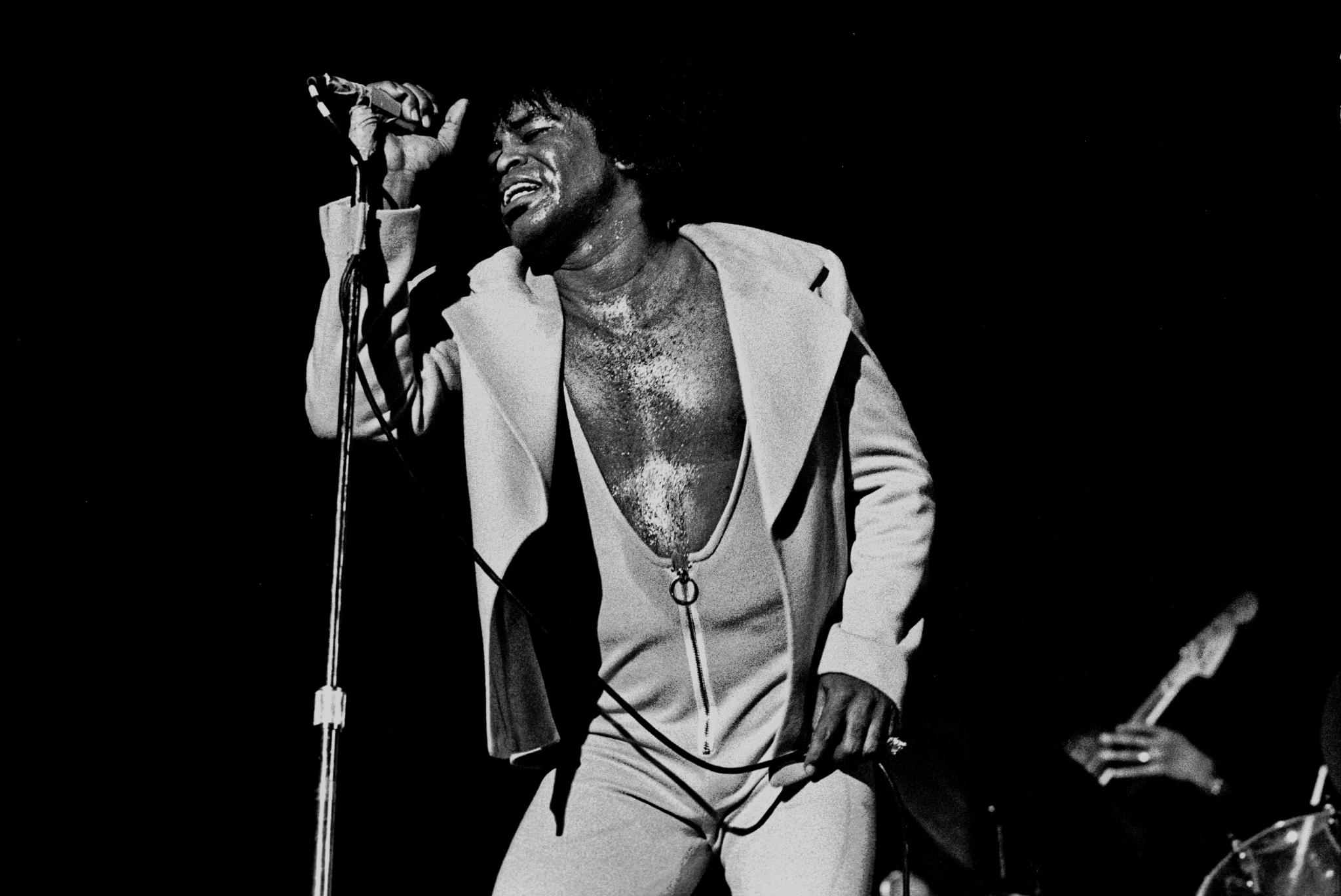
James Brown sul palco nel 1973

James Joseph Brown Jr. (in seguito si fece togliere dal nome anagrafico "Junior") figlio di Joseph Gardner Brown (1912–1993) e Susie Behling (1916–2004), nacque in una baracca nella campagna della Carolina del Sud, anche se l'artista ebbe a dichiarare di essere nato a Macon, in Georgia.
Crebbe ad Augusta, in Georgia, in condizioni di marcato disagio. Si guadagnò da vivere lavorando, sin da bambino, come raccoglitore di cotone, come lustrascarpe e raccogliendo le mance dei soldati neri di stanza in città. Fu infatti incaricato, non ancora decenne, di procurare clienti per il bordello a cui il padre lo diede in "affidamento" dopo che entrambi furono abbandonati dalla moglie e madre.
Cominciò a esibirsi in qualche piccolo locale della zona, ma allo stesso tempo commettendo piccoli reati. A 16 anni fu arrestato per rapina a mano armata e fu recluso nel riformatorio di Toccoa, in Georgia. Qui conobbe Bobby Byrd (per molto tempo seconda voce del futuro Padrino del Soul, sia sul palco che in studio), la cui famiglia aiutò quella di Brown a ottenerne il rilascio sulla parola dopo solo tre anni di detenzione, a condizione che non tornasse ad Augusta o nella contea di Richmond.
Fece qualche passo nello sport, in particolare nel pugilato e nel baseball, ma dovette ritirarsi dall'agonismo a causa di un incidente a una gamba. Si dedicò allora a tempo pieno alla musica. In particolare, si appassionò al gospel, che ascoltava in chiesa fin da piccolo, allo swing, al jazz e al rhythm & blues.
Esordì davanti al grande pubblico all'inizio degli anni cinquanta, negli Ever-Ready Gospel Singers e poi nel quartetto vocale dei Gospel Starlighters, destreggiandosi anche alla batteria, all'organo e al pianoforte.

### Carriera

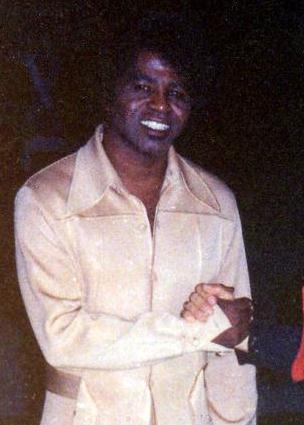
James Brown nel 1972

Alla metà del decennio successivo fondò la sua prima band, The Famous Flames, firmando un contratto con una delle più celebri case discografiche dell'epoca, la King Records. Spostatosi dal gospel al rhythm & blues, James Brown arriva al successo nel 1956 con Please, Please, Please che schizzò immediatamente nella hit parade di Billboard (e che a tutt'oggi ha collezionato ben 40 dischi d'oro). Seguirono due album e altri singoli come Try Me e Night Train, che ottennero tutti un grande successo.
Negli anni sessanta Brown fu stabilmente in vetta alle classifiche dei dischi di rhythm & blues con brani come Prisoner of Love, Papa's Got a Brand New Bag, I Got You (I Feel Good), It's a Man's Man's Man's World, Cold Sweat e Say It Loud - I'm Black and I'm Proud. Nel 1962 venne registrato un concerto tenuto al Teatro Apollo che darà vita all'album doppio Live at the Apollo, diventato un best seller.
Grazie alla sua popolarità riuscì a trasmettere messaggi sui temi sociali e esistenziali, come l'importanza dell'istruzione e la necessità di migliorare la propria condizione individuale e sociale. Seguirono altri grandi successi per Brown, tra i quali It's Too Funky in Here e I Got the Feeling.
Gli anni settanta lo videro ancora grande protagonista con otto album di successo: dopo una serie di dieci canzoni che lo proiettarono in classifica, James Brown si autoproclamò "Il Padrino del Soul" (The Godfather of Soul), sulla scia del celebre film premio Oscar Il padrino.
Sebbene, negli anni settanta, la popolarità di James Brown fosse esplosa in tutto il mondo, l'esplosione della disco music gli impedì di raggiungere i primi posti delle classifiche. Tentò anche di avvicinarsi al genere, auto-proclamandosi "The Original Disco-Man", ma senza successo. A ostacolare ulteriormente il successo dei suoi singoli fu la sua scelta di appoggiare Richard Nixon nel 1972.
La sua breve apparizione nella parte del predicatore invasato nel film The Blues Brothers (di John Landis, con John Belushi e Dan Aykroyd) lo rilanciò al grande pubblico. Più tardi parteciperà nel film Rocky IV (con Sylvester Stallone) dove canterà la sua Living in America.

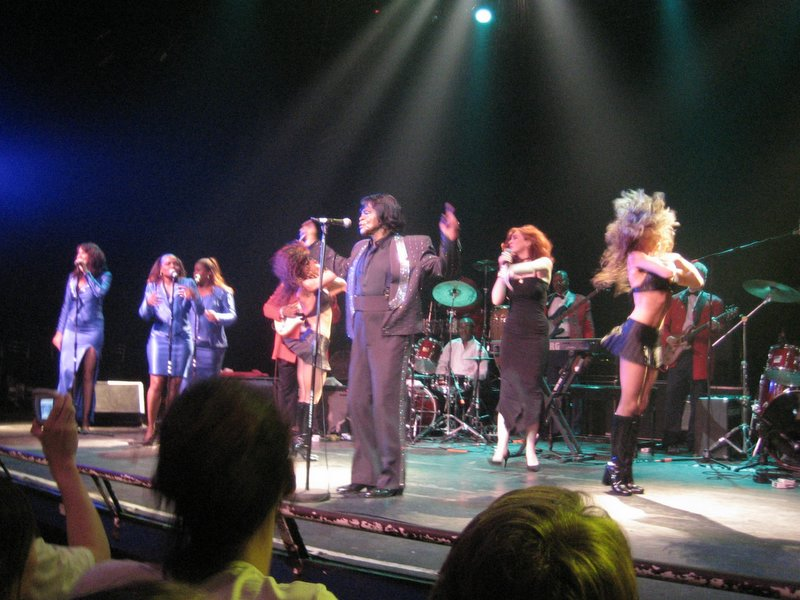
James Brown in concerto (2005)

Negli anni ottanta è da ricordare anche il successo in coppia con Afrika Bambaataa, Unity.
Successivamente debutta su Telemontecarlo per la musica a cavallo degli anni '70 e '80.
Negli anni seguenti Brown proseguì l'attività dal vivo e in studio, incoraggiando la rivalità tra Prince e Michael Jackson, da lui considerati suoi successori.
Non mancherà di lanciare appelli per i diritti umani; da ricordare la sua battaglia, negli anni 2002-2003, a favore di Amina Lawal, donna nigeriana di 30 anni, condannata a essere lapidata a morte da una corte islamica del suo paese. Il 28 maggio 2002 partecipa al Pavarotti & Friends for Angola con una memorabile esibizione di It's a Man's Man's World assieme a Luciano Pavarotti.

### La morte
All'inizio del 2006, James Brown fu colpito da un tumore alla prostata. Il cantante non si perse d'animo, e si sottopose a delle cure per sconfiggere il male, dichiarando: «Ho superato molte cose nella mia vita. Supererò anche questa al meglio». Nonostante i suoi problemi di salute, Brown mantenne la sua reputazione di "hardest working man in show business" continuando imperterrito a tenere numerosi concerti. Nel corso del dicembre del 2006 James Brown comincia ad avvertire dei dolori fisici che lo portano ad annullare varie date dei suoi concerti. Riesce a cantare in condizioni precarie il 21 a un concerto di beneficenza.
Il 23 dicembre, colto da un'acuta forma di polmonite, il "Padrino del Soul" viene ricoverato all'Emory Crawford Long Hospital dove sembra aver superato il malore. Colpito poi da un'aritmia cardiaca muore il 25 dicembre all'1:45 della notte. L'artista aveva 73 anni.
Dopo il decesso di Brown avvenuto nel giorno di Natale, parenti e amici, celebrità varie e migliaia di fan presero parte alle esequie pubbliche tenutesi all'Apollo Theater di New York il 28 dicembre 2006 e alla James Brown Arena il 30 dicembre 2006 nella città di Augusta, Georgia. Una cerimonia funebre privata, venne altresì tenuta a North Augusta, Carolina del Sud il 29 dicembre 2006, alla quale parteciparono i familiari di Brown e gli amici più stretti. Tra le numerose celebrità che parteciparono alle funzioni figurarono: Michael Jackson, Jimmy Cliff, Joe Frazier, Buddy Guy, Ice Cube, Ludacris, Dr. Dre, Little Richard, MC Hammer, Prince, Jesse Jackson, Ice-T, Jerry Lee Lewis, Bootsy Collins, LL Cool J, Lil Wayne, Lenny Kravitz, 50 Cent, Stevie Wonder e Don King.
Brown è stato sepolto nella Thomas Family Home Crypt di Beech Island, Carolina del Sud.

## Concerti
(Mick Jagger)
James Brown, nel corso della sua carriera, ha sempre risaltato l'importanza dei concerti dal vivo, per i quali era diventato molto noto fin dai primi anni '60.
Solitamente, prima che James Brown apparisse sul palco, il suo maestro di cerimonie (figura che presentava gli artisti sul palco prima di uno show) faceva un'introduzione elaborata accompagnata da tamburi, fiati e percussioni. L'introduzione di Fats Gonder, catturata nell'album di Brown del 1963 Live at the Apollo, è un esempio rappresentativo di questo tipo di introduzione. Le esibizioni di James Brown erano famose per la loro intensità e lunghezza. Il suo obiettivo dichiarato era "dare alle persone più di quello per cui sono venute - renderle stanche, perché è per questo che sono venute". Nei suoi concerti Brown offriva un repertorio che conteneva principalmente le sue hit e alcune canzoni che aveva pubblicato in tempi recenti, spesso offrendo anche alcune cover di brani R&B.
Brown nei suoi show era solito utilizzare molti passi di danza, come la sua tipica mossa denominata "Mashed Potato" o l'esecuzione di spettacolari spaccate. Inoltre, i membri della band di supporto erano soliti eseguire routine di danze preparate da Brown. Nei primi anni, gli artisti maschi del suo gruppo erano tenuti a indossare lo smoking, mentre Brown era solito vestire abiti stravaganti.
Una caratteristica distintiva degli spettacoli teatrali di Brown era l'esecuzione del brano Please, Please, Please, durante la quale Brown si inginocchiava, stringendo il supporto del microfono tra le mani e aspettando che il maestro di cerimonie portasse un mantello per coprirlo e scortarlo fuori dal palco. Mentre Brown usciva di scena, il gruppo vocale di supporto continuava a cantare la frase Please, please don't go-oh (lett. "per favore non andare") pregando quindi Brown di tornare sul palco. Brown, era poi solito ritornare sotto i riflettori e, dopo essersi tolto il mantello, eseguire un bis.

### Concerto di Boston del 1968
Il 5 aprile 1968, un giorno dopo l'assassinio di Martin Luther King, Jr. a Memphis, Tennessee, Brown tenne un concerto televisivo gratuito in tutta la città di Boston, esibendosi all'interno del Boston Garden. Anche se la polizia e alcuni funzionari pubblici temevano che il raduno di così tanta gente potesse creare disordini civili, anche con gravi ripercussioni, Brown fu invece capace di calmare gli animi e intrattenere un'enorme folla di persone.
Si è spesso dato atto a Brown di aver contribuito a prevenire disordini razziali nella città grazie alla sua esibizione.

## Stile musicale e voce

### Stile
Considerato una delle figure più eminenti del soul, del funk, dell'R&B e dell'hip-hop, James Brown ha proposto un repertorio che alterna ballate struggenti e sofferte a brani dinamici e ipnotici. A partire dalla seconda metà degli anni sessanta fino alla metà del decennio seguente, l'artista si è progressivamente allontanato dall'R&B di artisti quali "5" Royales, Midnighters, Billy Wright e Little Richard per abbracciare il funk, genere di cui è considerato inventore, talvolta introducendo anche riferimenti orchestrali. Sebbene venga spesso ricordato per la celebre vocalità ispirata ai moduli del canto gospel, James Brown ha pubblicato già negli anni sessanta album interamente strumentali che uniscono boogaloo, blues e jazz-funk. In alcune produzioni risalenti agli anni settanta si è avvicinato alla disco music; in quelle degli anni novanta la sua musica ha subito occasionalmente contaminazioni hip-hop.
Secondo l'Encyclopedia of African-American Culture and History (1996): "Brown è riuscito a riproporre la complessità ritmica che il rhythm and blues, sotto la pressione del rock 'n' roll e del pop, aveva progressivamente perso".

### Voce
Brown aveva un registro da tenore, grazie al quale si trovava perfettamente a suo agio nell'esecuzione delle note più alte. Un altro tratto peculiare della sua voce erano le grida, derivate dai canti afroamericani eseguiti durante il lavoro e dai canti gospel.
il suo stile unico e riconoscibile, veniva gestito con un approccio caratterizzato da una notevole potenza vocale, spesso ricorrendo anche alla cosiddetta “frittura vocale”, per le note più basse, che spesso faceva suonare come fossero roche e scricchiolanti.

## Popolarità
Brown, nella sua lunghissima carriera discografica, ha venduto oltre 50 milioni di copie in tutto il mondo.
James Brown è tra gli artisti con il maggior numero di singoli posizionati nella Billboard Hot 100, con ben 99 singoli entrati tra le prime 100 posizioni, anche se non ha mai raggiunto la prima posizione, spesso avvicinandosi notevolmente.
Se si calcola invece la classifica R&B Statunitense, Brown è il cantante che ha avuto il maggior numero di singoli entrati in classifica (pari a 103) e conta anche 17 brani arrivati alla posizione numero uno sempre in questa classifica.
Sebbene James Brown non compaia nell'elenco della RIAA riguardante i 100 artisti di maggior successo di sempre negli Stati Uniti d'America, si può affermare con certezza che le vendite complessive dei suoi dischi superino facilmente i 10 milioni di copie nei soli Stati Uniti. La classifica stilata dalla RIAA, infatti, si basa solamente sulle vendite certificate di dischi d'oro e platino, privilegiando quindi gli artisti con carriera discografica relativamente breve ma di grande successo. Questo criterio di selezione elimina dal conteggio tutti i dischi che non raggiungono almeno la notorietà del disco d'oro, attribuendo conseguentemente ai più di 100 album pubblicati da Brown soltanto 3,5 milioni di copie vendute complessivamente.
L'unico album in studio certificato negli Stati Uniti di Brown è The Payback (disco d'oro, quindi più di 500'000 copie vendute), mentre delle sue raccolte due hanno raggiunto la certificazione, Star Time (disco d'oro) e 20 All-Time Greatest Hits! (disco di platino, quindi più di 1'000'000 di copie vendute). Sempre negli Stati Uniti egli ha raggiunto la certificazione di due singoli, entrambi dischi d'oro, Get on the Good Foot e The Payback.
Nel Regno Unito James Brown ha ottenuto tre dischi d'oro per i suoi album mentre in Canada un disco d'oro per il singolo "Living in America".

## Vita privata

### Relazioni e figli
Brown si sposò tre volte: con Velma Warren (1953–1969, divorzio), Deidre "Deedee" Jenkins (22 ottobre 1970 – 10 gennaio 1981, divorzio) e Adrienne Lois Rodriguez (1984 – 6 gennaio 1996, morte della moglie). Un quarto matrimonio, tuttavia non ritenuto valido dalla legge, fu con Tomi Rae Hynie (2001–2004). Da queste e da altre relazioni James Brown ebbe cinque figli maschi: Teddy Brown (1954–1973), Terry Brown, Larry Brown, Daryl Brown (membro della sua backing band) e James Joseph Brown II, e quattro figlie femmine: Lisa Brown, Dr. Yamma Noyola Brown Lumar, Deanna Brown Thomas e Venisha Brown. Il primogenito di Brown, Teddy, morì in un incidente d'auto il 14 giugno 1973.
Secondo un articolo datato 22 agosto 2007 pubblicato sul quotidiano inglese The Daily Telegraph, test del DNA avrebbero indicato Brown essere padre di almeno altri tre figli nati da relazioni extraconiugali. L'unica a essere stata identificata è LaRhonda Pettit (nata 1962), una ex-hostess e insegnante che vive a Houston.

### Attivismo sociale

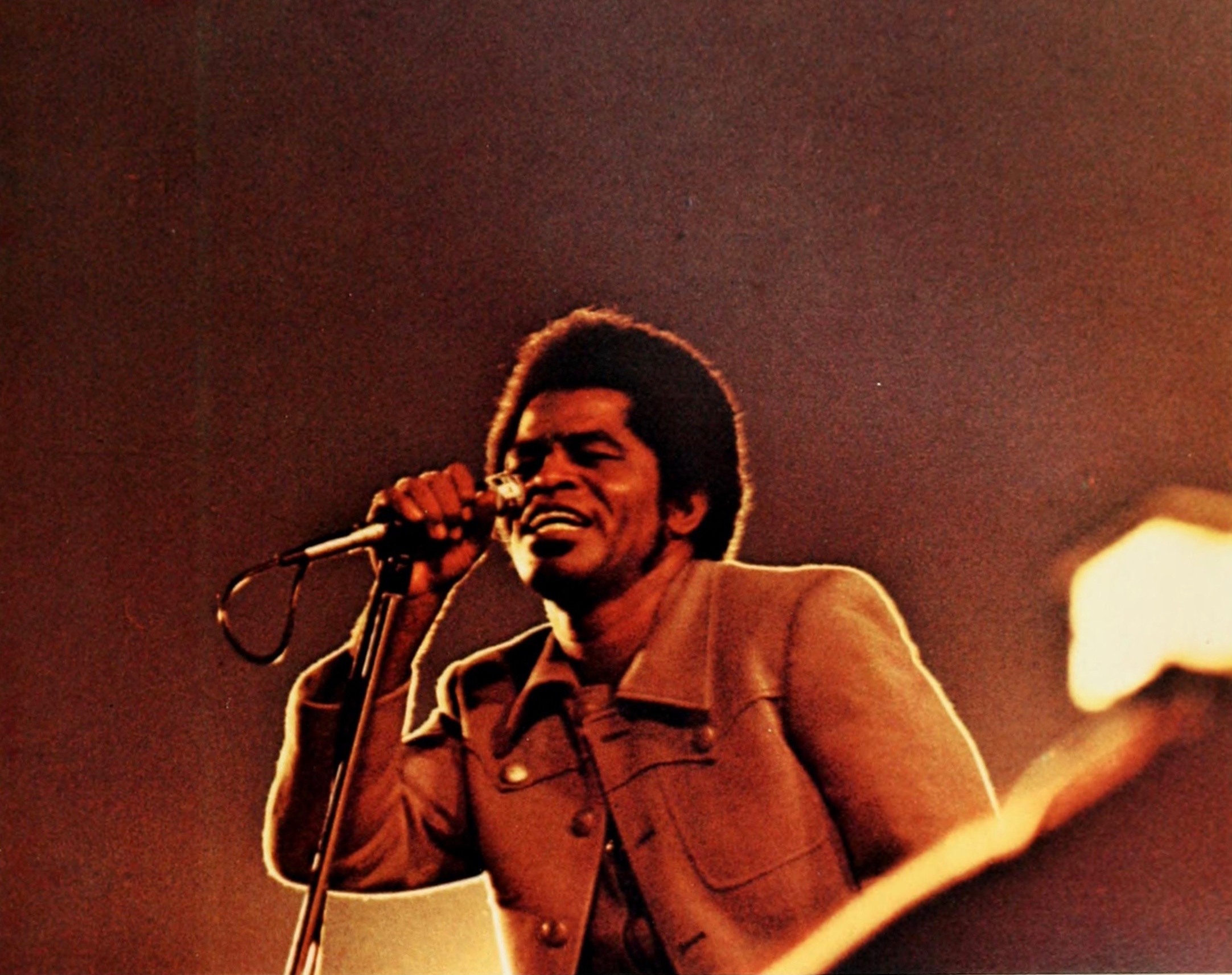
James Brown nel 1970

Fin dal 1965 James Brown e la sua band presero parte a numerosi concerti di beneficenza in favore dei diritti civili, esibendosi per organizzazioni come la SCLC. Nel 1968, Brown incise due canzoni di protesta sociale, America Is My Home e Say It Loud - I'm Black and I'm Proud. In quest'ultima, Brown esegue sotto forma di proto-rap una dichiarazione di patriottismo e promulga "l'orgoglio di essere nero", affermando che l'America è uno dei pochi Paesi dove uno possa "iniziare come lustrascarpe e arrivare fino a stringere la mano al Presidente" e di "smettere di piangersi addosso ma di alzarsi e combattere nella vita."
All'inizio degli anni settanta, Brown continuò a registrare canzoni che trattavano di tematiche sociali, una delle più celebri è King Heroin del 1972, che tratta del problema della diffusione della droga nei ghetti tra i giovani di colore.

### Politica
Negli anni Brown non ha mai messo al centro delle sue canzoni dei messaggi esplicitamente politici perché, a suo dire, il suo obiettivo era quello di voler evitare di influenzare i suoi ascoltatori. Ha comunque appoggiato diversi candidati presidenziali, sia repubblicani che democratici.
Era amico e ammiratore di Ronald Reagan.
A differenza di diversi artisti che negli anni '60 contestavano la guerra in Vietnam, Brown si è invece reso partecipe di iniziative patriottiche, con la finalità di sostenere le truppe statunitensi. Tra le canzoni nazionalistiche scritte in questo periodo va ricordata America Is My Home.
Brown ha eseguito la canzone Say It Loud - I'm Black and I'm Proud, un inno ai diritti civili, solo sporadicamente dopo la sua uscita iniziale del 1968, infatti egli ha in seguito dichiarato di avere rimpianti per la registrazione, dicendo nel 1984: "'Say It Loud - I'm Black and I'm Proud' ha fatto di più per la razza nera di qualsiasi altro disco, ma se potessi scegliere di nuovo se farlo o meno, non lo farei, perché non mi piace definire nessuno in base alla razza. Insegnare la razza è insegnare il separatismo. Nella sua autobiografia ha dichiarato:
(James Brown nella sua biografia, a proposito della canzone)

### Dipendenza dalle droghe
Per tutti i primi vent'anni di carriera, Brown era noto per la sua severità nei confronti del consumo di droga all'interno del suo entourage, membri della band compresi, licenziando chiunque avesse osato trasgredire le regole. Nonostante questa "politica", alla fine degli anni settanta, lo stesso Brown iniziò a far uso di droghe di vario genere. Alla metà degli anni ottanta, dopo aver incontrato e sposato Adrienne Rodriguez, Brown iniziò a far uso di PCP, o "polvere d'angelo". Ciò lo portò a diventare dipendente da tale sostanza e a essere arrestato numerose volte per violenza domestica nei confronti della Rodriguez, possesso di marijuana, e porto abusivo di armi da fuoco nel corso degli anni ottanta e inizio novanta.

## Procedimenti giudiziari
James Brown ebbe costanti problemi con la legge nel corso di tutta la sua vita. All'età di 16 anni, venne arrestato per furto e trascorse tre anni in prigione. Nel 1978, mentre si stava esibendo all'Apollo Theater di New York, Brown fu arrestato sul palco per aver infranto la restrizione di non lasciare il Paese mentre era in corso un'investigazione fiscale nei suoi confronti. Nel 1988, Brown venne arrestato in due occasioni: una prima volta a maggio per droga e possesso d'armi, poi a settembre dopo aver ingaggiato un lungo inseguimento automobilistico con la polizia sulla Interstate 20 vicino al confine di stato tra la Georgia e la Carolina del Sud. Brown venne incarcerato per possesso di una pistola non denunciata e per aver aggredito un agente di polizia, insieme ad altre varie accuse per possesso di droga e infrazioni stradali varie. Anche se venne condannato a sei anni di prigione, Brown fu rilasciato nel 1991 dopo aver scontato solo la metà della pena.
In un'altra occasione, la polizia arrestò Brown il 3 luglio del 2000 con l'accusa di aver ferito con un coltello da cucina un tecnico della compagnia elettrica venuto a casa sua per riparare un guasto.
Brown fu ripetutamente arrestato nella sua vita per aver compiuto atti di violenza domestica. Adrienne Rodriguez, la sua terza moglie, lo fece arrestare per ben quattro volte tra il 1987 e il 1995. Nel gennaio 2004, Brown venne arrestato in Carolina del Sud per aver aggredito la compagna dell'epoca, Tomi Rae Hynie, durante una lite domestica.
Nel gennaio 2005, una donna di nome Jacque Hollander intentò causa a James Brown accusandolo di averla stuprata nel 1988, ma la causa venne successivamente archiviata per decorrenza dei termini di presentazione.

## Influenze su altri artisti
Come ribadito più volte, Michael Jackson lo considerò suo massimo ispiratore e idolo indiscusso: Brown, a sua volta, considerava Michael suo degno erede. Nel 2003, durante la cerimonia di premiazione dei BET Awards, Jackson ebbe l'occasione di consegnare a Brown il prestigioso BET Lifetime Archievement Award, un riconoscimento speciale, destinato alle personalità che hanno cambiato il modo di concepire la musica. Durante la consegna del premio, Jackson disse:
In seguito alla morte di Brown, avvenuta il 25 dicembre 2006 ad Atlanta, Jackson prese parte alle esequie pubbliche tenutesi all'Apollo Theater di New York il 28 dicembre 2006 e alla James Brown Arena il 30 dicembre 2006 nella città di Augusta, in Georgia, insieme a parenti e amici, migliaia di fan e celebrità varie. La notte prima della cerimonia funebre, Michael rimase per quattro ore e mezza accanto alla salma del suo mentore, mentre il giorno seguente, visibilmente commosso, pronunciò un breve discorso:
L'artista è stato anche omaggiato da Marcella Detroit in una canzone intitolata appunto James Brown (album Jewel, 1994) e dai Tower of Power nella canzone Diggin on James Brown (album Souled Out, 1995).

## James Brown al cinema
Nel 1980 ha interpretato il Reverendo Cleophus James nel film The Blues Brothers - I fratelli Blues, ruolo ripreso nel seguito del 1998 Blues Brothers - Il mito continua.
Nel 2014 esce il film Get on Up diretto da Tate Taylor e prodotto, tra gli altri, da Mick Jagger. La pellicola, che vede Chadwick Boseman nei panni di James Brown, ripercorre la vita dell'artista, a partire dalla povera infanzia fino alla consacrazione mondiale. Un'esistenza da leggenda, tra genio e sregolatezza, che ci lascia uno dei patrimoni artistici tra i più ricchi di sempre.
Nel 2015 il regista premio Oscar Alex Gibney presenta il documentario The Rise of James Brown, inedito e accurato racconto dell'ascesa del "Godfather of Soul".
In molti lo ricorderanno in Rocky IV nella presentazione dell’incontro tra Apollo Creed ed Ivan Drago.
È presente anche, come molte altre star musicali dell'epoca, in una puntata della quarta stagione del serial Miami Vice.

## Filmografia
James Brown ha partecipato come attore (quasi sempre nella parte di sé stesso) ai seguenti film:
- The Blues Brothers - I fratelli Blues (The Blues Brothers), regia di John Landis (1980)
- Doctor Detroit, regia di Michael Pressman (1983)
- Rocky IV, regia di Sylvester Stallone (1985)
- Miami Vice – serie TV, episodio 4x07 (1987)
- Blues Brothers - Il mito continua (The Blue Brothers 2000), regia di John Landis (1997)
- Il genio, regia di Stephen Herek (1998)
- Undercover Brother, regia di Malcolm D. Lee (2002)
- Lo smoking, regia di Kevin Donovan (2002)
- Beat The Devil (Strada per l'inferno) (Beat the Devil), episodio di The Hire, regia di Tony Scott (2002)

## Doppiatori italiani
- Bruno Conti in Blues Brothers: Il mito continua, Il genio
- Angelo Nicotra in The Blues Brothers
- Vittorio Di Prima in Lo smoking
- Francesco Pannofino in Strada per l'inferno